# زهور (ناحیه برنو-تسوونتری)
زهور (به چکی: Zhoř) یک منطقهٔ مسکونی در جمهوری چک است که در ناحیه برنو-تسوونتری واقع شده‌است. زهور ۲٫۱۲ کیلومتر مربع مساحت و ۶۵ نفر جمعیت دارد و ۴۹۵ متر بالاتر از سطح دریا واقع شده‌است.